# Koreai Kommunista Párt
A Koreai Kommunista Párt (hangul: 조선공산당, handzsa: 朝鮮共産黨, RR: Joseon Gongsandang) 1925 áprilisa és 1946 novembere között létezett szélsőbaloldali párt. 1945. október 10-én a párt északi része elszakadt a szervezettől, ekkortól 1946. november 23-ig Dél-koreai Kommunista Párt néven létezett, ekkor több dél-koreai kommunista szövetség egyesülésével létrejött a Dél-Korea Munkapártja.
Szöulban alakították meg egy titkos találkozás során. Első vezetőik Kim Jongbom (Kim Yong-bom) és Pak Honjong (Pak Hon-yong) voltak.

## Fordítás
- Ez a szócikk részben vagy egészben  a   Communist Party of Korea című angol Wikipédia-szócikk fordításán alapul.  Az eredeti cikk szerkesztőit annak laptörténete sorolja fel. Ez a jelzés csupán a megfogalmazás eredetét és a szerzői jogokat jelzi, nem szolgál a cikkben szereplő információk forrásmegjelöléseként.